# COB Speicher

i7
i11
i13
Die Contingency Operating Base (COB) Speicher (im deutschen Sprachraum auch als Camp Speicher bezeichnet), im Irak als Al Sahra Airfield bekannt (ICAO-Code: ORSH), ist ein mittlerweile wegen Kriegsschäden nicht mehr als Militärflugplatz genutzter irakischer Luftwaffenstützpunkt. Er befindet sich etwa 10 km nordwestlich von Tikrit. Vor 2003 war der Flugplatz das Hauptquartier der Ausbildungseinheit der Irakischen Luftwaffe
Von 2003 bis Oktober 2011 nutzten die Vereinigten Staaten diesen taktisch wichtigen Luftwaffen-Stützpunkt. Von den US-amerikanischen Militärkräften wurde er nach Scott Speicher benannt, einem Kampfpiloten der US Navy, der während der ersten Nacht der Operation Desert Storm ums Leben kam, als sein F/A-18-Mehrzweckkampfflugzeug von einer irakischen MiG-25 mit einer Luft-Luft-Rakete abgeschossen wurde.

## Geschichte
Der Flugplatz wurde in den 1970er Jahren als einer von mehreren Militärflugplätzen im Rahmen des Projektes "Super Base" gebaut. Dieses Projekt war eine Reaktion auf die Arabisch-Israelischen Kriege von 1967 und 1973.

### Amerikanische Besetzung 2003–2011
Am Anfang des Irakkrieges wurden die Start- und Landebahnen bombardiert sowie der Haupthangar zerstört. 
Die US Army übernahm kurz darauf die Kontrolle über das Gelände und gaben ihm zunächst die Bezeichnung Forward Logistics Base (FLB) Sycamore, jedoch benanntes es bald darauf in Forward Operating Base Speicher und schließlich Contingency Operating Base Speicher
Die US Army verließ die COB Speicher und übergab sie der irakischen Regierung am 20. Oktober 2011 als Teil des Abzuges der US-Truppen.

### Massaker
Am 12. Juni 2014 ermordeten Kämpfer der sunnitischen Terrororganisation IS bis zu 1700 Kadetten der irakischen Luftwaffe, die zur Ausbildung im Camp untergebracht waren. Dem Massaker war der überraschende Fall der Stadt Mossul und das rasche Vordringen des IS vorausgegangen, teils unter Jubel der sunnitischen Bevölkerung im Nordirak. Die Kommandeure der Akademie auf dem Camp-Speicher-Gelände wiesen die Rekruten an, alle Waffen im Camp zurückzulassen und nach Hause zu gehen. Die Gruppen auf den Straßen marschierender Männer wurden vom IS eingeholt und diejenigen, die als Schiiten erkannt wurden, führte man zum Tigris und erschoss sie an verschiedenen Orten. Videos des Massakers wurden ins Internet gestellt, der IS gab 1.700 Getötete an. Im März 2015 wurde die Region zurückerobert, Aktivisten schätzten im November 2017, es seien bei dem Massaker bis zu 1.935 Menschen ermordet worden, gefunden wurden bis zu dem Zeitpunkt 994 Leichen. Im August 2016 wurden 36 vermeintliche Täter im Schnellverfahren zum Tode verurteilt und hingerichtet.